# Hörselgau
Hörselgau este o comună din landul Turingia, Germania.